# Gmina Bosiljevo
Gmina Bosiljevo (chorw. Općina Bosiljevo) – gmina w Chorwacji, w żupanii karlowackiej. W 2011 roku liczyła  1284 mieszkańców.